# Plataspidae
Famille
Synonymes
- Plataspididae Dallas, 1851[1]

Les Plataspidae sont une famille d'insectes hémiptères du sous-ordre des hétéroptères (punaises) à scutellum très développé, recouvrant tout l'abdomen.

## Description
Dans le monde, elles mesurent entre 2 et 20 mm mais seules de petites espèces sont présentes en Europe (4-5 mm). Ces punaises se reconnaissent à une forme du corps ovale globuleux, parfois élargi transversalement vers l'arrière (tendant à paraître trapézoïdal). La tête est petite, aplatie, profondément insérée dans le thorax. Elle porte des antennes à cinq articles, mais qui peuvent en paraître quatre, les 2e et 3e articles étant peu séparés. Chez certaines espèces, les jugas sont démesurément allongés en avant. Le pronotum est transverse, avec les bords latéraux parfois bilobés, et le bord postérieur parfois légèrement concave. Le scutellum est très développé et recouvre tout l'abdomen, couvrant les deux paires d'ailes, comme chez les Scutelleridae ou les Podopinae. Les hémélytres sont donc pliées, de manière complexe, sous le scutellum, comme les ailes postérieures, plus longues que le corps, avec une corie étroite, et une membrane comportant de très nombreuses veines. L'abdomen est caractérisé, sur la face ventrale, par des sillons droits marqués sur les segments. Les tibias n'ont pas d'épines, et les tarses sont bisegmentés,.

## Répartition
Cette famille comptant plus de 560 espèces dans le monde est à l'origine uniquement de l'Ancien monde, principalement dans les zones tropicales et subtropicales, mais certaines espèces de Coptosoma se rencontrent dans  les zones tempérées. Quelques espèces ont cependant été introduites sur le continent américain et certaines îles du Pacifique (comme Hawaï).

### Espèces européennes
Un seul genre est présent en Europe, Coptosoma, avec une espèce largement répandue, Coptosoma scutellatum, parfois appelée « punaise cuirasse », et trois espèces méditerranéennes, C. sandahli rencontré en Sicile, C. costale à Chypre, et C. mucronatum dans les Balkans.

### Espèces introduites en Amérique
Les deux espèces introduites sont Megacopta cribraria, appelée « kudzu bug » en anglais, introduite en 2009 en Géorgie (États-Unis), et qui s'est rapidement répandue dans d'autres États. L'autre est Brachyplatys aeneus, appelée « Black bean bug »  en anglais (soit « punaise noire des haricots »), initialement présente entre l'Inde et le Japon, introduite en Amérique centrale (Panama dès 2012, Costa Rica), du Sud (Équateur, 2019), dans les Caraïbes (République dominicaine, 2019, Guadeloupe, 2020), et en Amérique du Nord (Floride, 2020). Elles n'occasionnent que rarement des gros dégâts. 
L'espèce Coptosoma xanthogramma a également été introduite à Hawaï à partir de 1965.

## Biologie
Ces punaises sont phytophages, polyphages ou oligophages, principalement associées aux Fabaceae, mais pouvant se nourrir également sur des plantes d'autres familles. Certaines peuvent se nourrir de champignons. Elles peuvent être grégaires et se retrouver en groupes importants.
Ils abritent des microorganismes dans leur tube digestif, spécifiques à chaque espèce d'hôte, vivant en symbiose avec lui.
On connaît encore mal leur biologie. Certains se rencontrent dans la canopée. 
Des comportements subsociaux ont été observés chez Libyaspis: les adultes, bien protégés par leur pronotum et leur scutellum recouvrant tout l'abdomen, se groupent à la base des branches dans lesquelles se développent les larves, empêchant ainsi l'accès des larves de coccinelles prédatrices Anisolemnia tetrasticta à leur progéniture. Lorsqu'elles y parviennent cependant, la défense des larves de Libyaspis est de s'aplatir contre l'écorce à l'aide de leurs latérotergites (segments latéraux de l'abdomen) hypertrophiés. La stratégie des larves de coccinelles est de glisser leurs longues pattes avant sous le corps de la punaise, de la soulever et de la mordre à la face ventrale. La réussite des unes et des autres est relative à leurs stades larvaires.  

### Myrmécophilie
Quelques espèces sont myrmécophiles et ont une relation trophiobiotique avec des espèces de fourmis: Coptosomoides myrmecophilus China, 1941 (Sumatra), Tropidotylus minister (Dolling, 1987) et T. servus Dolling, 1987 (Malaisie), Caternaultiella rugosa Schouteden, 1908 (Cameroun), Tetrisia vacca Waldkircher, Webb & Maschwitz, 2004 (Malaisie), une espèce indéterminée de Coptosoma du Sri Lanka, notamment. Ce sont les larves qui, se nourrissant dans le phloème grâce aux longs stylets de leur rostre, excrètent un miellat riche en sucre dont profitent les fourmis. 
Dans le cas de Caternaultiella rugosa, cette punaise de la forêt tropicale camerounaise ne se nourrit que sur deux Euphorbiaceae du genre Bridelia , B. micrantha et B. grandis. Les larves de Carternaultiella rugosa produisent du miellat que récupèrent les fourmis de deux espèces, Camponotus brutus (Formicinae) et Myrmicaria opaciventris (Myrmicinae), grâce à des signaux: les larves relèvent l'abdomen au moment de sécréter le miellat, et les fourmis palpent également les glandes de la punaise. Si la fourmi ne récupère pas immédiatement la première goutte, celle-ci peut être réabsorbée, avant d'être réémise. Les fourmis logent les larves de punaise dans des maisons de « carton » construites par les fourmis à la base des troncs. En cas de prolifération des punaises, celles-ci peuvent également s'installer à l'extérieur. Dans ce cas, les Camponotus brutus modifient leur comportement, habituellement nocturne, et vont récupérer le miellat nuit et jour. Lorsqu'elles se développent à l'extérieur des abris, les femelles de Caternaultiella rugosa protègent leur ponte et se placent ensuite au-dessus des jeunes larves pour les protéger (soins parentaux). Les fourmis attaquent les larves de coccinelles qui s'en prennent aux larves de punaises aux abords des maisons de cartons, montrant ainsi que la relation relève du mutualisme.  

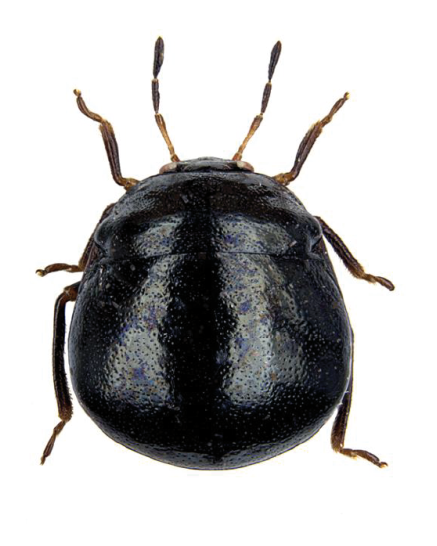
Coptosoma scutellatum, vue dorsale
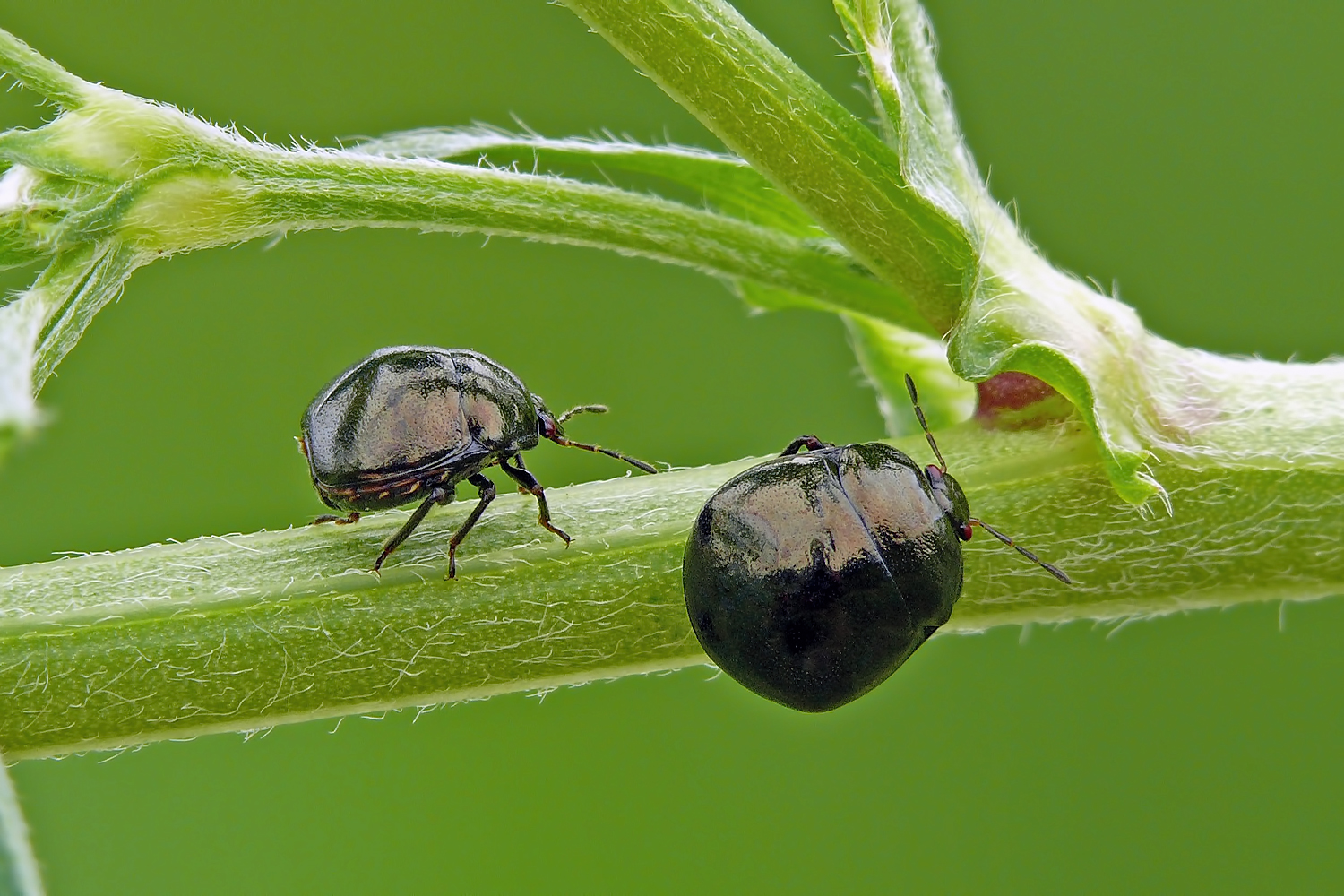
Coptosoma scutellatum, Lithuanie, avec vue de profil
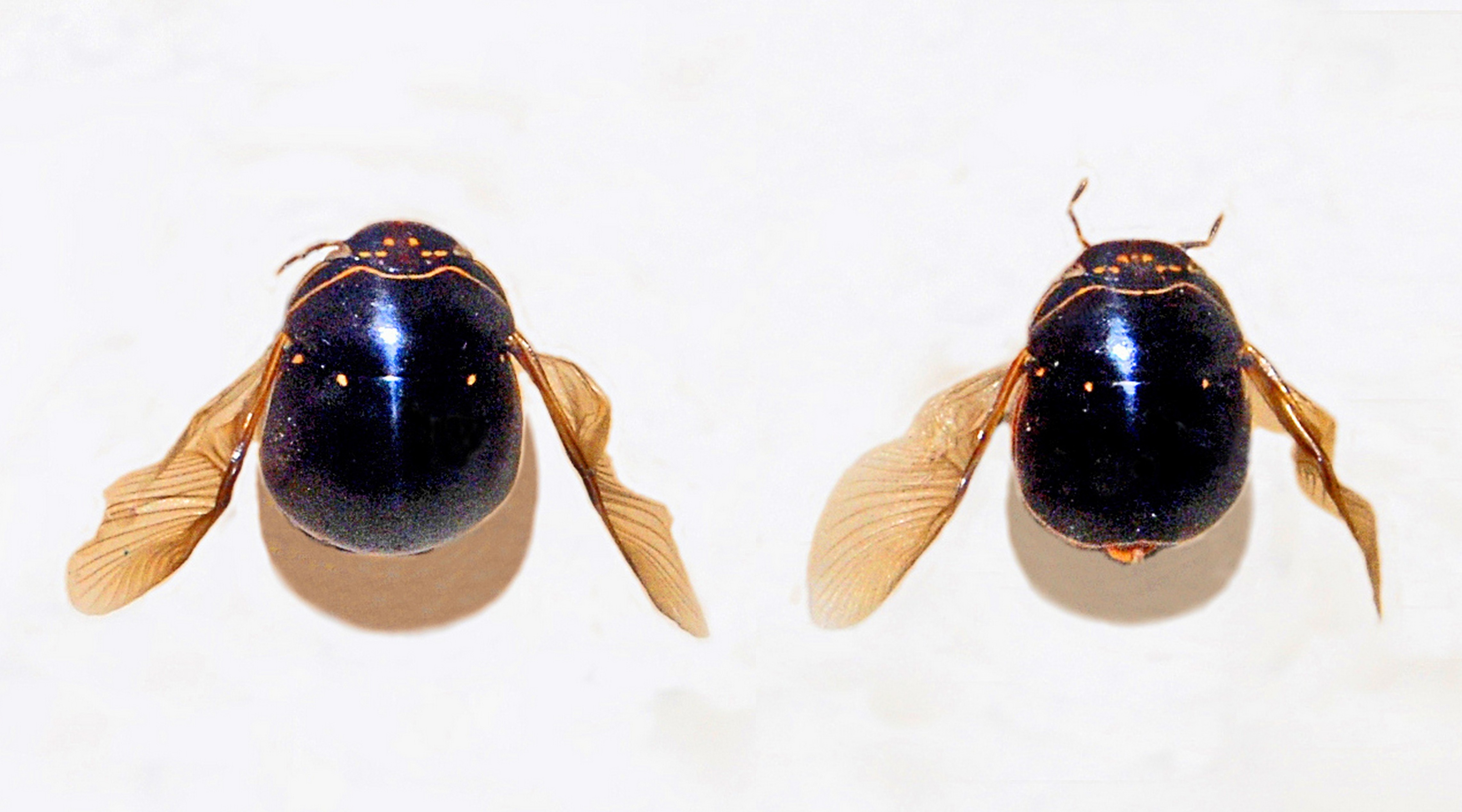
Brachyplatys punctipes, avec vue des ailes
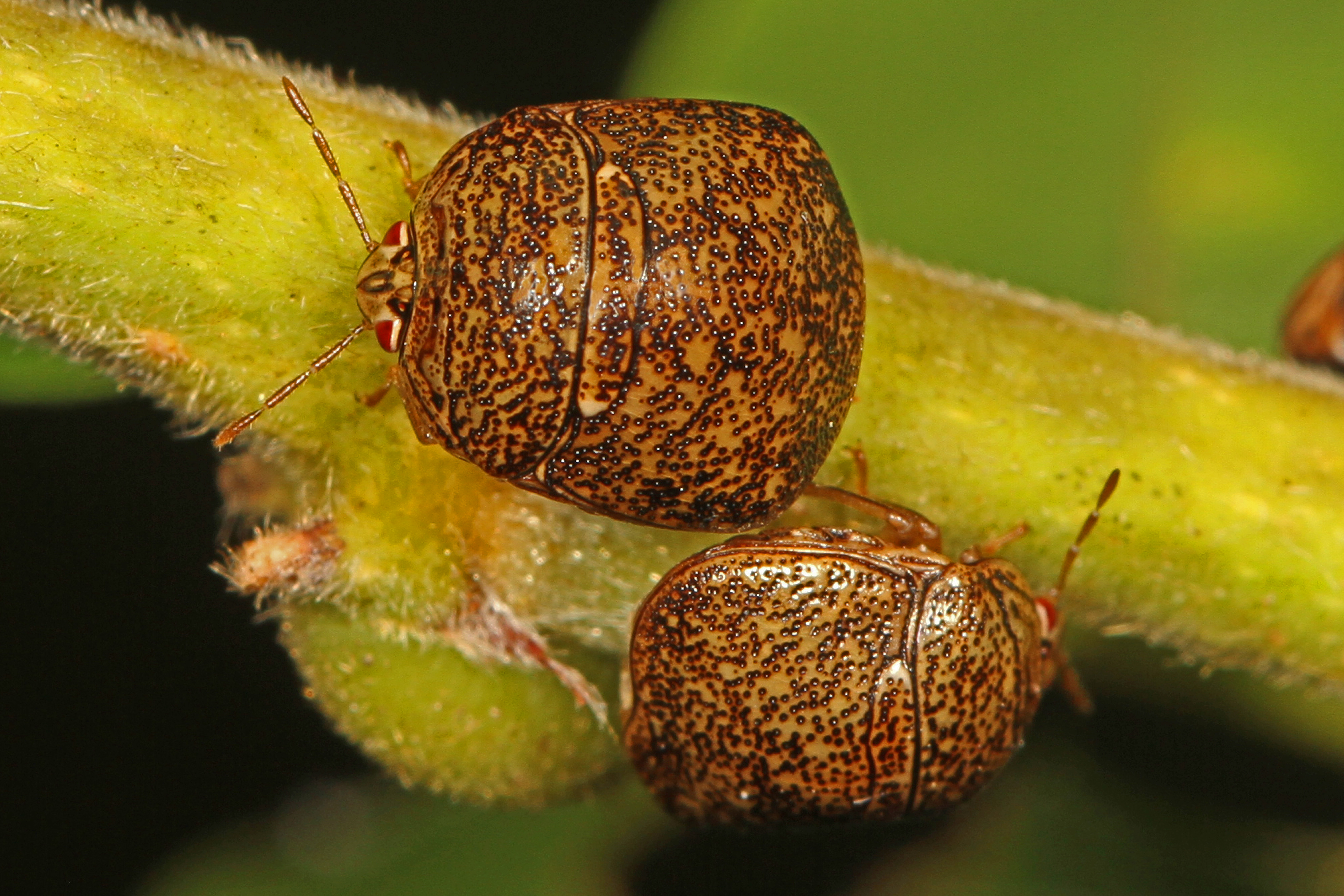
Megacopta cribaria, montrant les ponctuations de la face dorsale
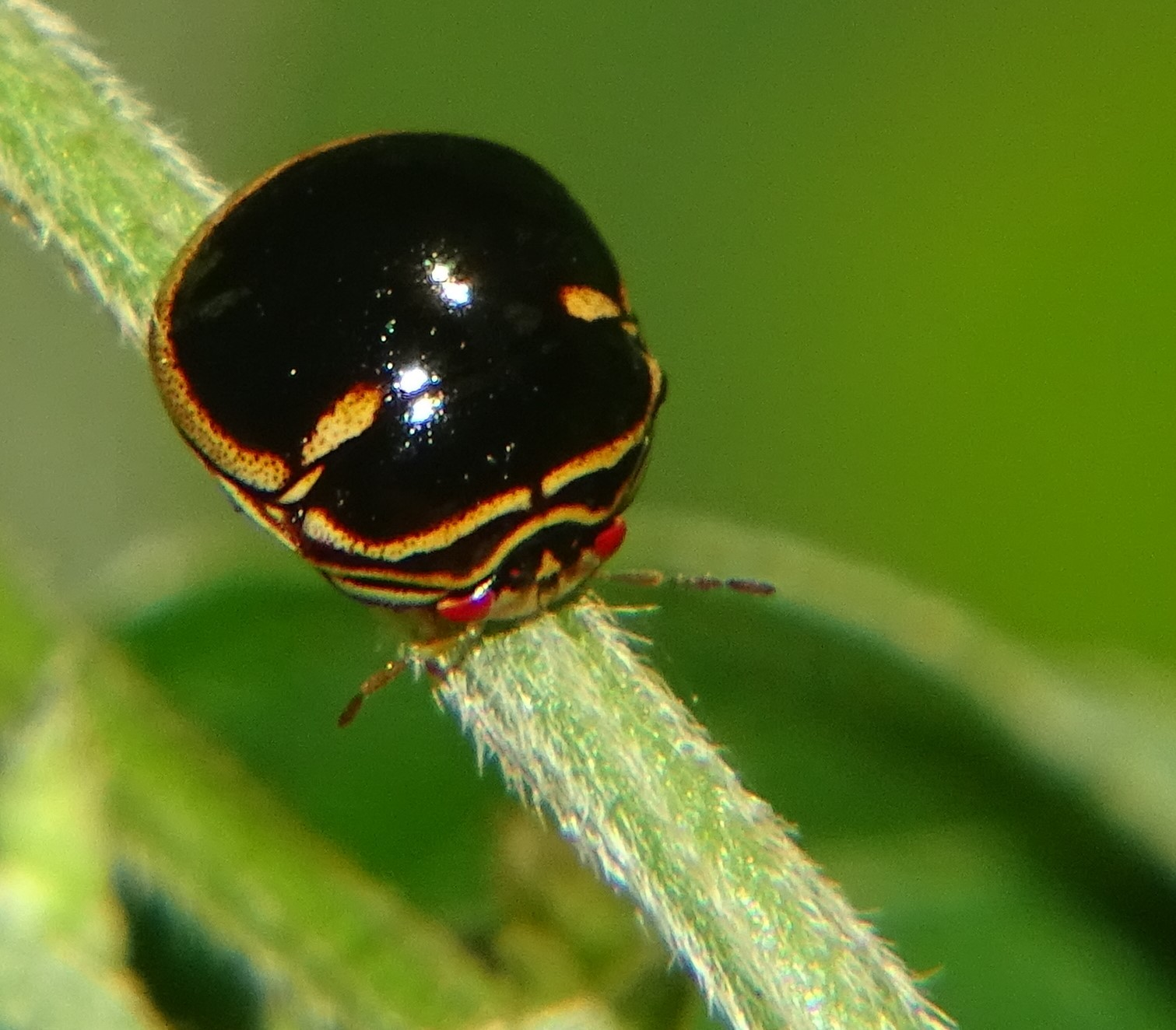
Coptosoma xanthogramma, à Hawaï
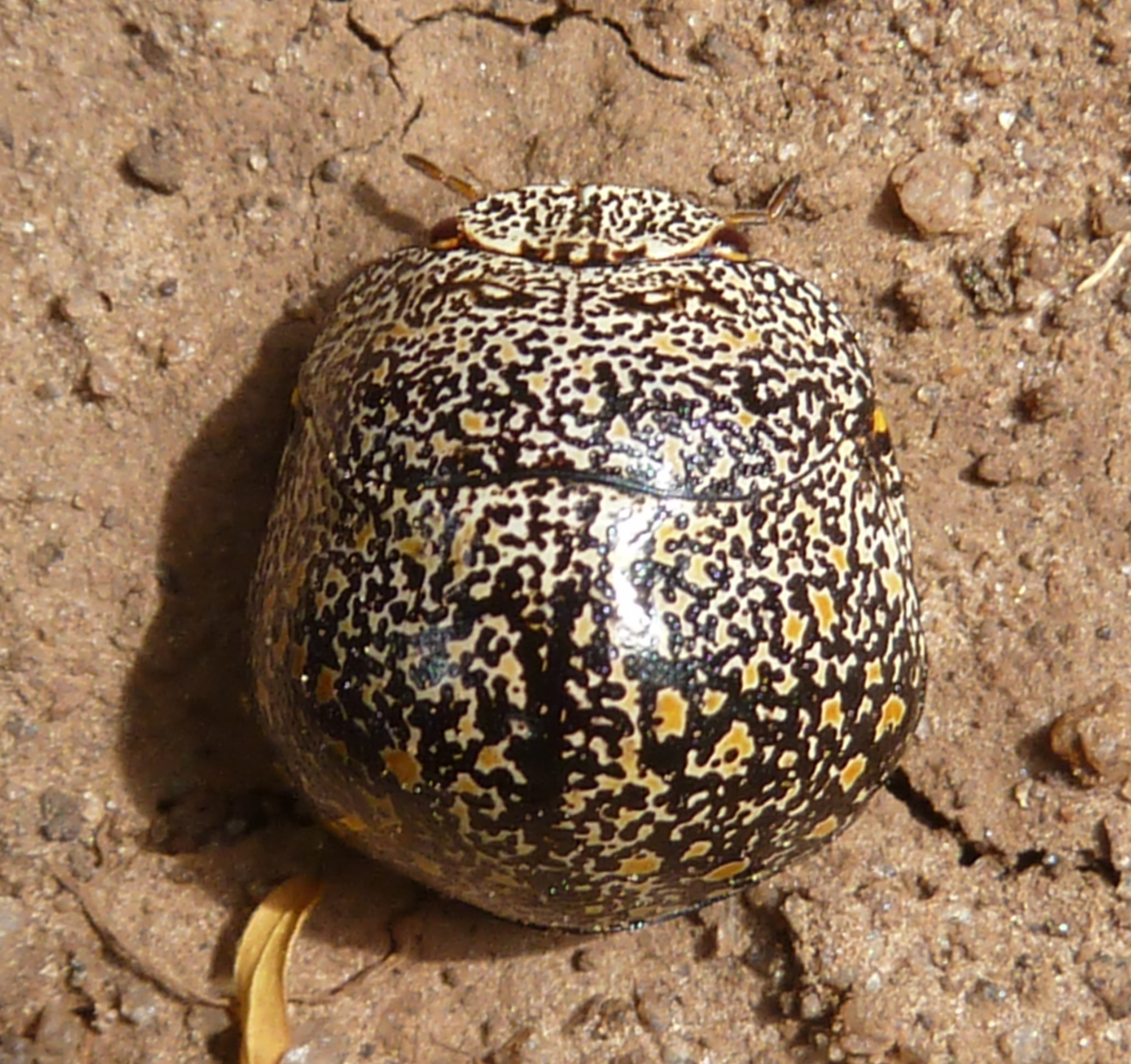
Libyaspis sp., Afrique du Sud
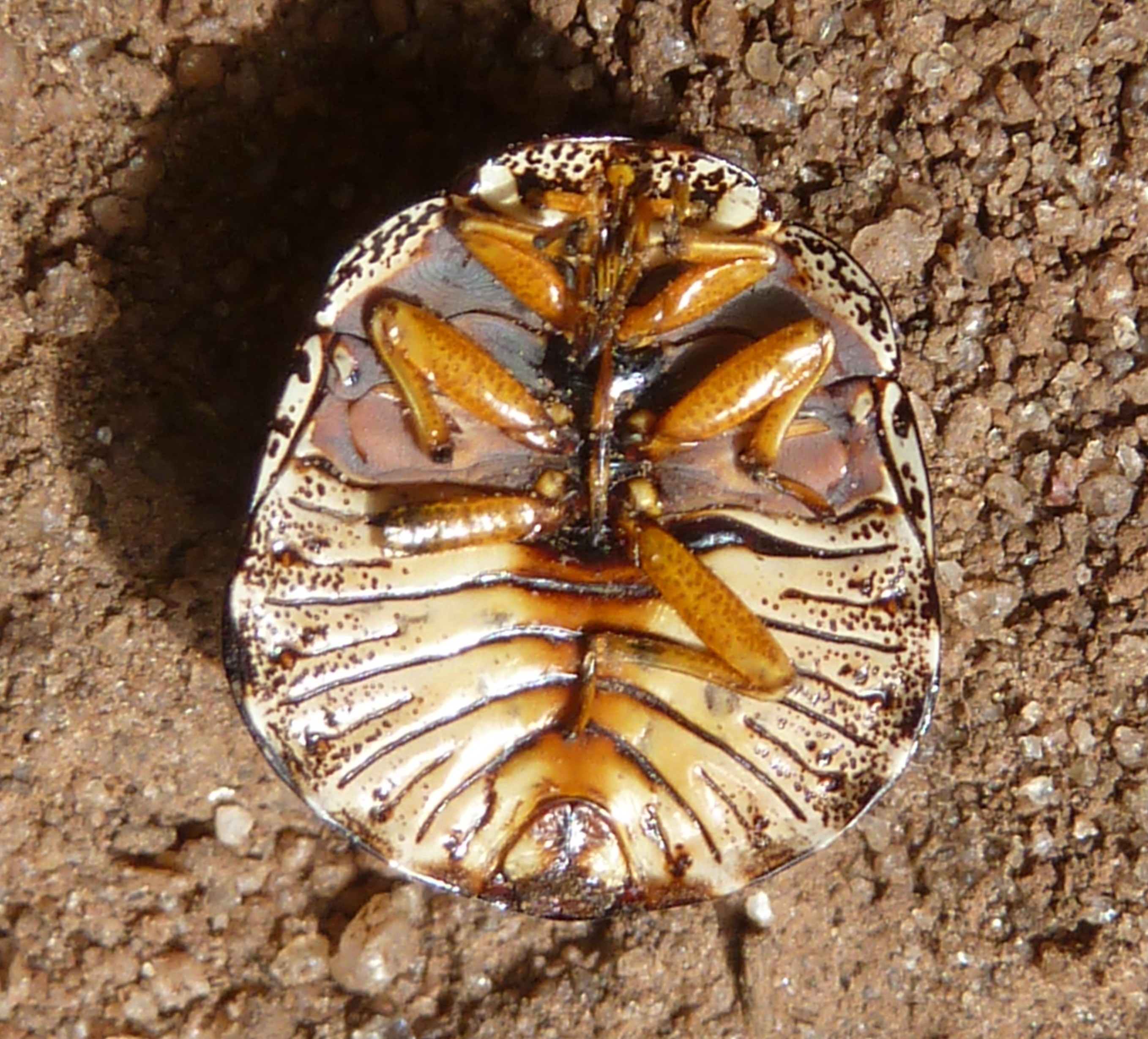
Libyaspis sp., face ventrale montrant les sillons sur les segments abdominaux caractéristiques de cette famille
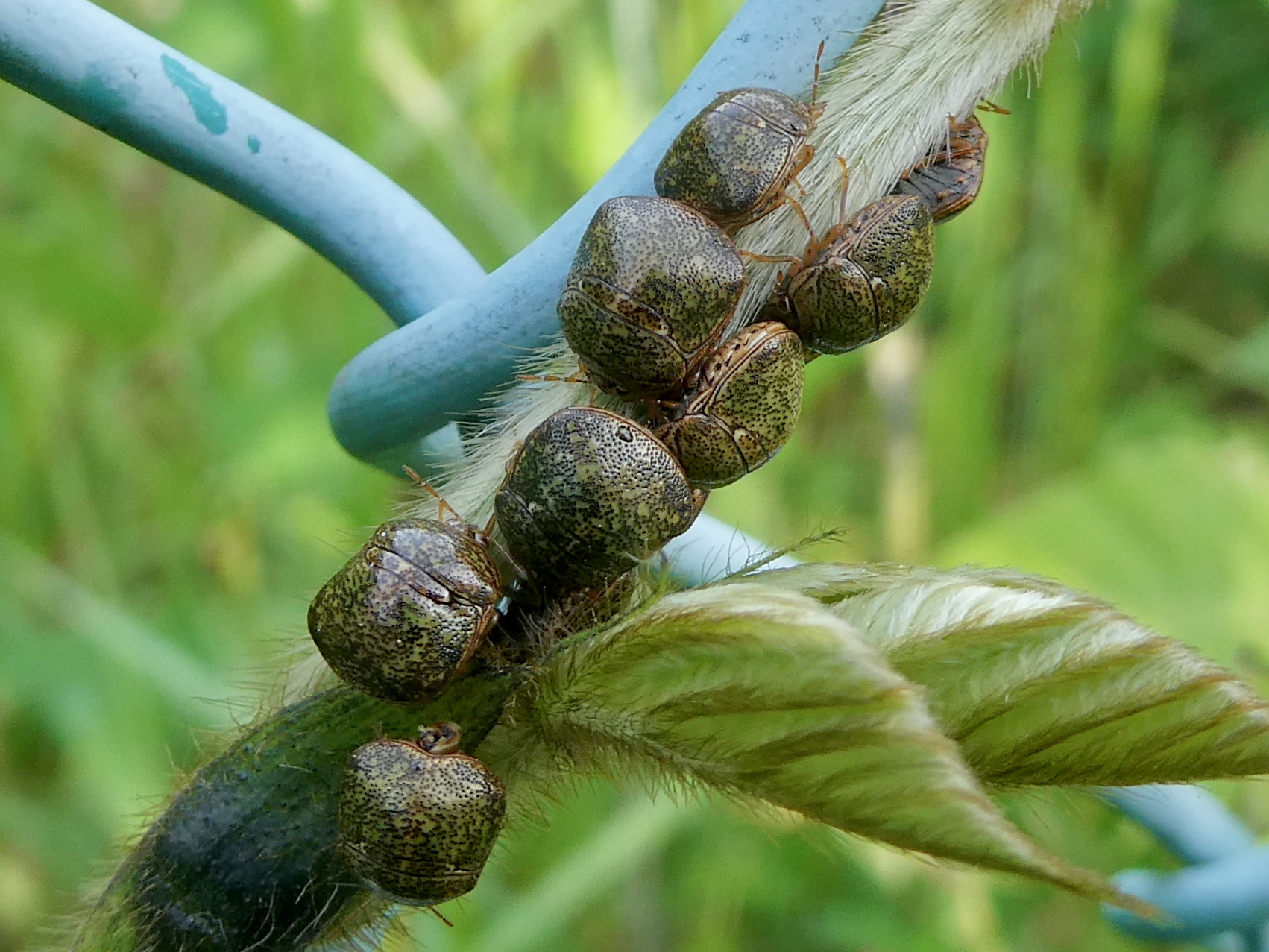
Megacopta punctatissimum, Japon
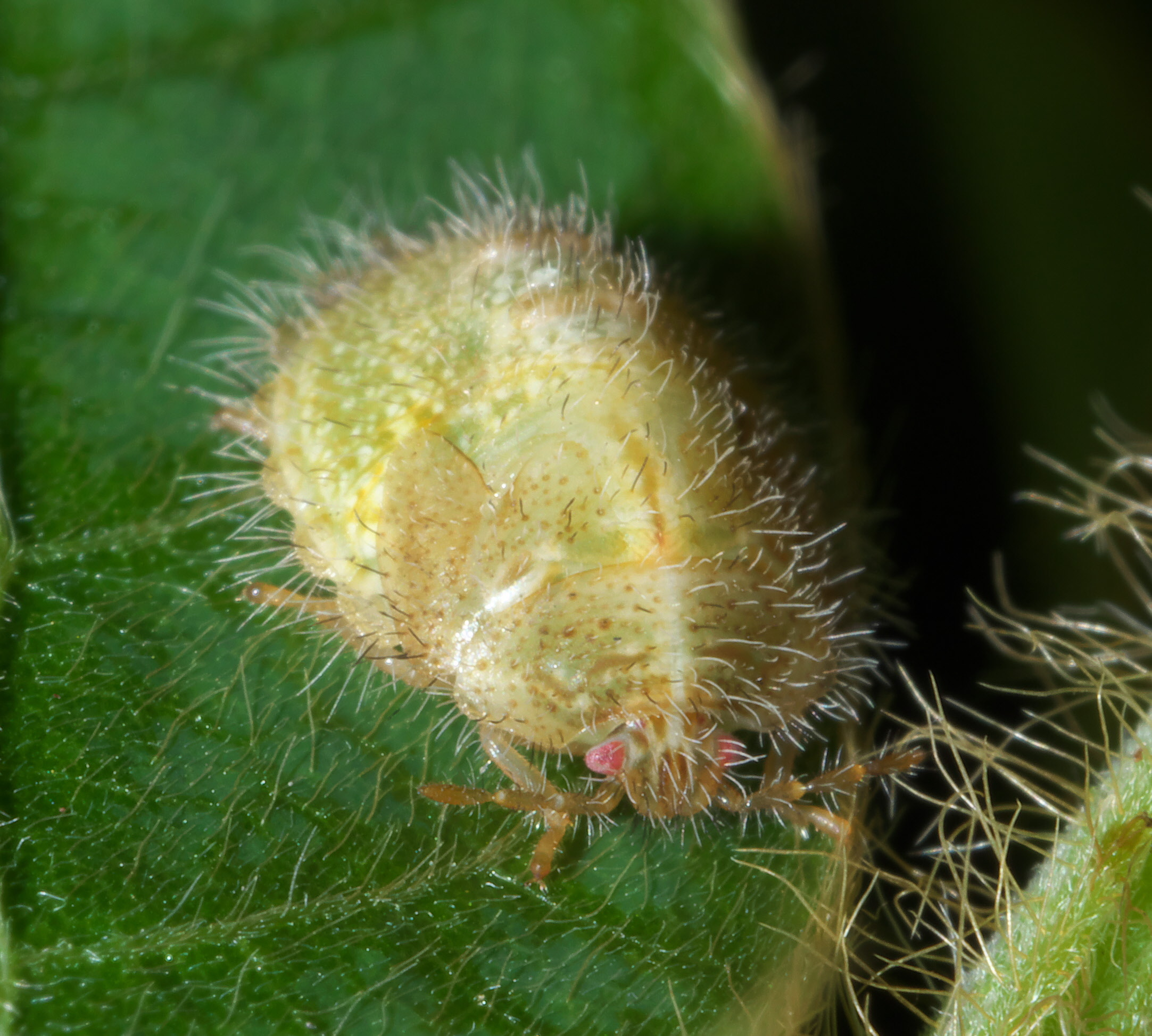
Megacopta cribaria, larve, Georgie (États-Unis)
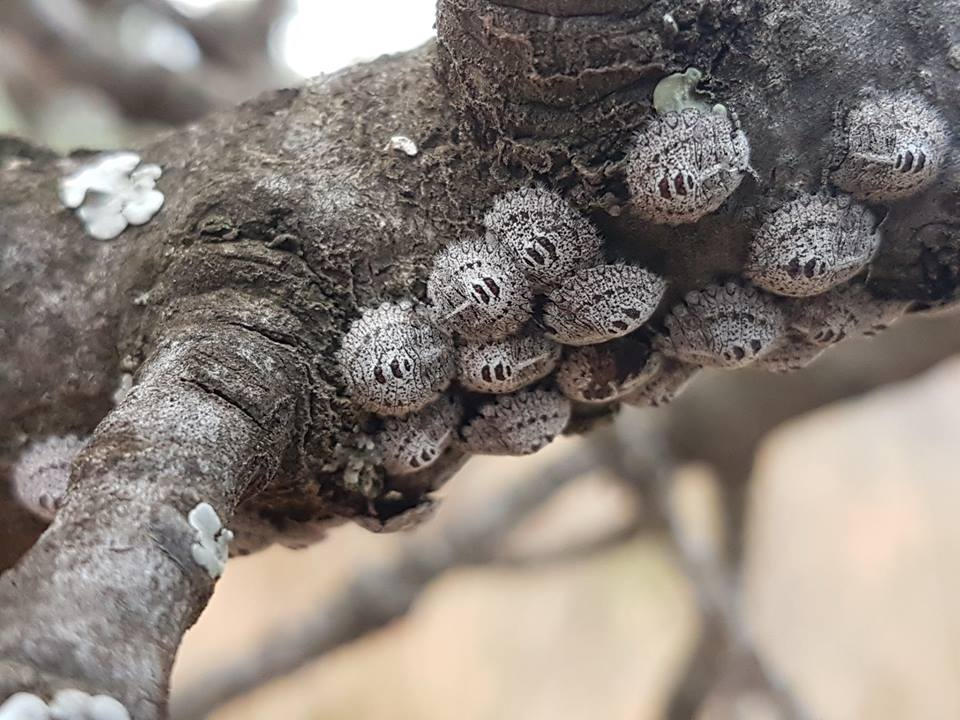
Larves de Libyaspis wahlbergi collées contre l'écorce pour se protéger (Afrique du Sud).

## Systématique
Les premiers Plataspidae ont initialement été compris dans les Scutelleridae, en raison de leur scutellum très développé, couvrant tout l'abdomen, comme chez cette dernière famille. 
Les Plataspidae appartiennent à la super-famille des Pentatomoidea, dans les Pentatomomorpha. Leur place phylogénétique n'est pas encore stabilisée. Selon une étude, ils seraient le groupe-frère des autres Pentatomoidea, à l'exception des Urostylidae (y compris Saileriolidae, et auraient divergé à la fin du Jurassique, vers −150 millions d'années. Selon une autre étude, qui placerait plutôt les Cydnidae comme groupe basal des Pentatomoidea, les Plataspidae seraient dans un clade commun avec les Scutelleridae, groupe-frère d'un autre clade comprenant les Tessarotomidae et les Dinidoridae.
Un seul fossile rattaché à cette famille a été découvert, en Auvergne, remontant au Selandien (Paléocène, −60 millions d'années), pour une espèce de Coptosoma baptisée C. eocenica.
Le classement interne à cette famille reste également discuté. Le nombre de genres est d'une soixantaine, pour environ 560 espèces. L'ensemble a été séparé en deux sous-familles, les Brachyplatidinae, et les Plataspidinae, mais de nombreux genres restent sans sous-familles attribuée. Une autre étude a réuni les genres en trois groupes, dont le groupe Brachyplatys et le groupe Coptosoma. 

### Liste des sous-familles et des genres
Selon BioLib (26 mai 2022) :
- sous-famille Brachyplatidinae Leston, 1952
  - genre Aphanopneuma Westwood, 1847
  - genre Bozius Distant, 1901
  - genre Brachyplatys Boisduval, 1835
  - genre Codronchus Distant, 1901
  - genre Cratoplatys Montandon, 1894
  - genre Elapheozygum Kuhlgatz, 1900
  - genre Fieberisca Montandon, 1896
  - genre Handlirschiella Montandon, 1893
  - genre Heterocrates Amyot & Serville, 1843
  - genre Kuhlgatsi Bergroth, 1913
  - genre Neobozius Ahmad & Moizuddin, 1992
  - genre Ponsila Stål, 1858
  - genre Ponsilasia Heinze, 1934
  - genre Strombosa Amyot & Serville, 1843
  - genre Tiarocoris Vollenhoven, 1863
- sous-famille Plataspidinae Dallas, 1851
  - tribu Plataspidini (Dallas, 1851)
    - genre Coptosoma Laporte, 1833
    - genre Megacopta Hsiao & Jen, 1977

  - genre Claviplatys Rédei & Jindra, 2018
  - genre Coptosomoides China, 1941
  - genre Merinjakia Distant, 1914
  - genre Oncylaspis Stål, 1865
  - genre Paracopta Hsiao & Jen, 1977
  - genre Tarichea Stål, 1865
  - genre Vigetus Distant, 1901
- genre Arefbea Jessop, 1983
- genre Calacta Stål, 1865
- genre Cantharodes Westwood, 1847
- genre Capuronia Cachan, 1952
- genre Catabrachyplatys Cachan, 1952
- genre Caternaultiella Spinola, 1850
- genre Ceratocoris White, 1841
- genre Chinacoris Yang, 1935
- genre Chinanops Ghauri, 1965
- genre Cronion Bergroth, 1891
- genre Emparka Jessop, 1983
- genre Erythrosomaspis China, 1931
- genre Gabonia Montandon, 1894
- genre Glarocoris Miller, 1955
- genre Hemitrochostoma Bergroth, 1913
- genre Isoplatys Montandon, 1893
- genre Kuhlgatzia Bergroth, 1913
- genre Labroplatys Rédei & Bu, 2012
- genre Libyaspis Kirkaldy, 1902
- genre Livingstonisca Montandon, 1894
- genre Madegaschia Montandon, 1894
- genre Montandoneus Kirkaldy, 1904
- genre Montandonistella Schouteden, 1905
- genre Neotiarocoris Lin & Zhang, 1993
- genre Niamia Horváth, 1892
- genre Oscula Bergroth, 1891
- genre Pelioderma Bergroth, 1892
- genre Phyllomegacopta Ren, 2000
- genre Probaenops White, 1842
- genre Pseudoponsila Montandon, 1895
- genre Psocotoma Cachan, 1952
- genre Schizometopus Montandon, 1894
- genre Scleropelta Stål, 1876
- genre Severiniella Montandon, 1894
- genre Spathocrates Montandon, 1893
- genre Tetrisia Walker, 1867
- genre Teuthocoris Miller, 1955
- genre Thyreoprana Heinze, 1940
- genre Triodocoris Miller, 1955
- genre Tropidotylus Stål, 1876
- genre Vetora Schouteden, 1918